# Sant Esteve de Sorre
Sant Esteve de Sorre és l'església parroquial romànica del poble de Sorre, en el terme municipal de Sort, a la comarca del Pallars Sobirà. Pertanyia a l'antic municipi d'Altron. Està situada a l'extrem de ponent del poble, prop i a migdia del Castell de Miquel. En depenien les capelles de Santa Anna i de Sant Antoni. És una obra inclosa a l'Inventari del Patrimoni Arquitectònic de Catalunya.

## Descripció
Església d'una nau amb absis orientat. L'antiga porta romànica, avui encegada, està situada al mur de migdia, sota un petit pòrtic cobert que es troba també en estat d'abandó. És de petites dimensions i de característiques similars a les de l'església veïna de la Mare de Déu de Bernui, amb arc de mig punt construït amb petites dovelles que són de proporcions més allargades que a Bernui, resseguit per una arquivolta o motllura formada per petits blocs. Prop de la porta i a la part superior del mur, s'obre una finestra també romànica, atrompetada.
L'actual porta d'accés a l'església, es troba als peus de la nau, sota un petit cobert. Per damunt d'aquest, i sota mateix del pinyó que forma la coberta a dues aigües de llicorella, s'obre un òcul i una obertura cruciforme.
A l'angle sud-oest s'aixeca la torre-campanar amb coberta, també, de llicorella.